# Henry Patten
Henry Patten (* 6. května 1996 Colchester) je britský profesionální tenista hrající levou rukou, deblový specialista. Na grandslamu triumfoval s Harrim Heliövaarou ve čtyřhře Wimbledonu 2024 a Australian Open 2025. Ve své dosavadní kariéře na okruhu ATP Tour vyhrál pět deblových turnajů. Na challengerech ATP a okruhu ITF získal jeden titul ve dvouhře a dvacet jedna trofejí ve čtyřhře.
Na žebříčku ATP byl ve dvouhře nejvýše klasifikován v září 2022 na 462. místě a ve čtyřhře v lednu 2025 na 3. místě.
V britském daviscupovém týmu debutoval v roce 2024 machesterskou skupinou finálového turnaje proti Kanadě, v níž vyhrál čtyřhru po boku Neala Skupského. Britové odešli poraženi 1–2 na zápasy a do vyřazovacích bojů nepostoupili. Do září 2025 v soutěži nastoupil k jedinému mezistátnímu utkání s bilancí 1–0 ve čtyřhře.

## Tenisová kariéra
Na okruhu ATP Tour debutoval červnovým Rothesay International 2022 v Eastbourne, kde s krajanem Julianem Cashem obdrželi divokou kartu do čtyřhry. Na úvod však podlehli kazachstánsko-pákistánské dvojici Oleksandr Nedověsov a Ajsám Kúreší. O týden později se premiérově představili na grandslamu, opět po udělení divoké karty ve čtyřhře Wimbledonu 2022. Časnou porážku jim přivodili třináctí nasazení, Mexičan Santiago González s Argentincem Andrésem Moltenim. Deseti challengerovými tituly ze čtyřhry překonal s Cashem v roce 2022 rekord nejvyššího počtu trofejí v jedné sezóně, který drželi thajská dvojčata Sančaj a Sončat Rativatanovi z roku 2012.

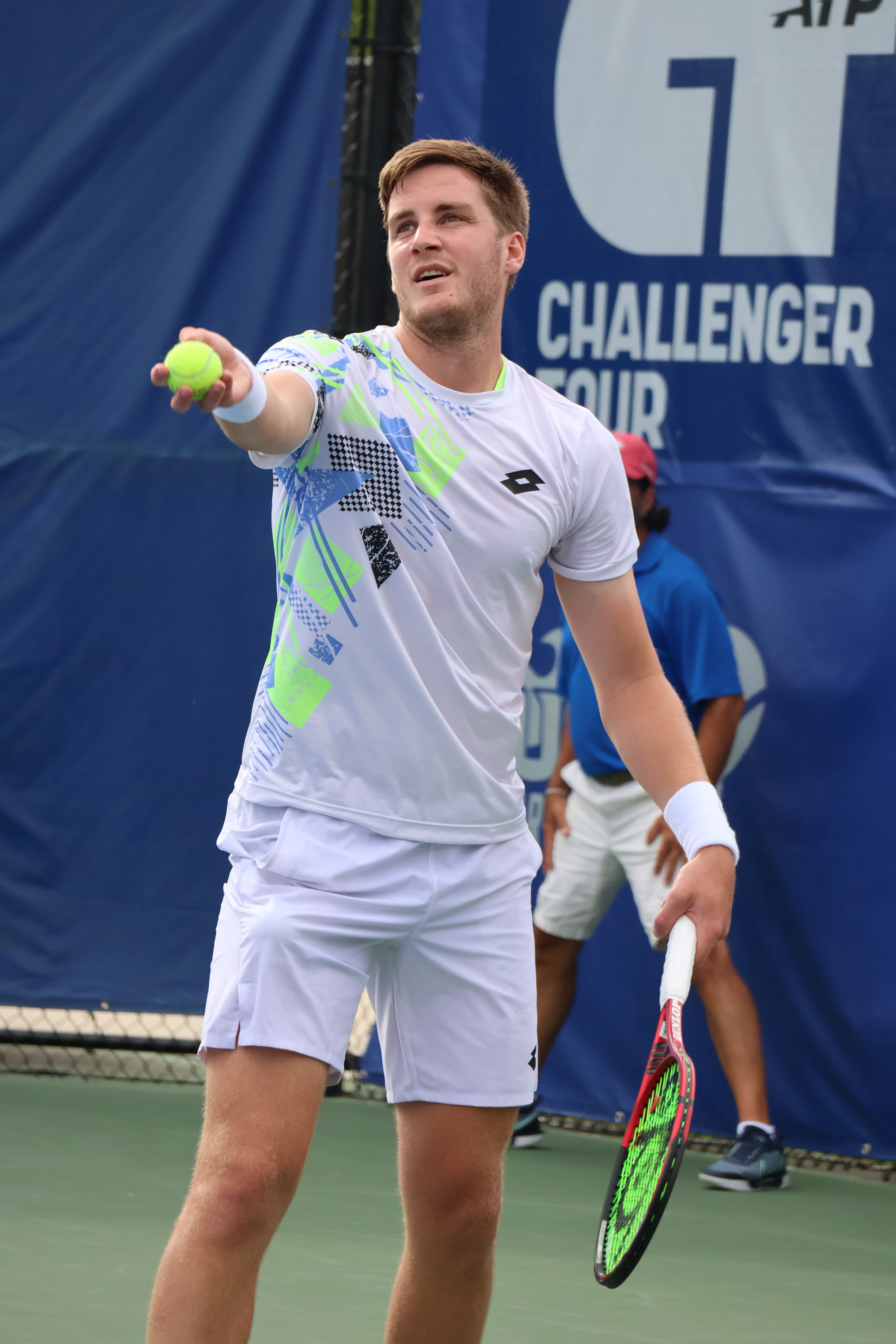
Podání na challengeru v Cary (2023)

Na druhém odehraném turnaji v rámci túry ATP postoupil s Cashem do deblového semifinále, v němž je na Tata Open Maharashtra 2023 přehráli Indové Sriram Baladži s Džívanem Nedunčežijanem. Maximum vylepšili první finálovou účasti na antukovém U.S. Men's Clay Court Championships 2023 v Houstonu. V závěrečném klání je však zastavili Australané Max Purcell s Jordanem Thompsonem. První dvě trofeje na okruhu ATP Tour vybojoval po boku Fina Harriho Heliövaary. Nejdříve ovládli jediný africký turnaj na túře, dubnový Grand Prix Hassan II 2024 v Marrákeši. Ve finále zdolali rakouské turnajové dvojky Alexandra Erlera s Lucasem Miedlerem po odvrácení čtyř z pěti brejkbolů. V témže měsíci pak v souboji o titul na bukurešťském Țiriac Open 2024 nestačili na Francouze Sadia Doumbiu s Fabienem Reboulem, kteří ukončili jejich 11zápasovou neporazitelnost napříč okruhy. Druhý triumf dosáhli na květnovém Lyon Open 2024. V rozhodujícím zápase porazili indicko-francouzskou dvojici Juki Bhambri a Albano Olivetti, když v závěru druhé sady odvrátili mečbol. Od navázání spolupráce v dubnu 2024 vyhráli čtvrtý ze sedmi odehraných turnajů, když ovládli i challengery v Madridu a Turíně.
Do série Masters premiérově zasáhl s Heliövaarou na Internazionali BNL d'Italia 2024 v Římě. Z pozice náhradníků jim stopku v úvodu vystavili nejvýše nasazení a pozdější vítězové Marcel Granollers s Horaciem Zeballosem. Ve čtyřhře Wimbledonu 2024 vyhrál první grandslam, opět v páru s finským spoluhráčem. Ve finále přehráli patnácté nasazené Australany Maxe Purcella s Jordanem Thompsonem nejtěsnějším poměrem ve třech tiebreacích. Ve druhé sadě přitom odvrátili tři mečboly. V All England Clubu se stal teprve třetím britským vítězem deblové soutěže od roku 1936. Druhou grandslamovou trofej s Heliövaarou vybojoval na Australian Open 2025, když ve finále přehráli italské turnajové trojky Simoneho Bolelliho s Andreou Vavassorim. Úvodní set ztratili, když v něm nevyužili 10 setbolů. V jeho 24minutovém tiebreaku Italové využili šestý setbol a zakončili jej poměrem míčů 18–16. Celkově si odvezl pátou trofej ze čtyřhry ATP. Po Jamiem Murraym a Salisburym triumfoval v otevřené éře australského majoru jako třetí Brit.

## Finále na Grand Slamu

### Mužská čtyřhra: 2 (2–0)
| Stav  | rok  | turnaj          | povrch | spoluhráč        | soupeři ve finále               | výsledek                       |
| ----- | ---- | --------------- | ------ | ---------------- | ------------------------------- | ------------------------------ |
| Vítěz | 2024 | Wimbledon       | tráva  | Harri Heliövaara | Max Purcell Jordan Thompson     | 6–7(7–9), 7–6(10–8), 7–6(11–9) |
| Vítěz | 2025 | Australian Open | tvrdý  | Harri Heliövaara | Simone Bolelli Andrea Vavassori | 6–7(16–18), 7–6(7–5), 6–3      |

## Finále na okruhu ATP Tour

### Čtyřhra: 9 (5–4)
| Legenda                   |
| ------------------------- |
| Grand Slam (2–0)          |
| Turnaj mistrů (0)         |
| ATP Tour Masters 1000 (0) |
| ATP Tour 500 (0–2)        |
| ATP Tour 250 (3–2)        |

| Stav      | č. | datum         | turnaj                                | kategorie  | povrch    | spoluhráč        | soupeři ve finále               | výsledek                       |
| --------- | -- | ------------- | ------------------------------------- | ---------- | --------- | ---------------- | ------------------------------- | ------------------------------ |
| Finalista | 1. | duben 2023    | Houston, Spojené státy                | ATP 250    | antuka    | Julian Cash      | Max Purcell Jordan Thompson     | 6–4, 4–6, [5–10]               |
| Vítěz     | 1. | duben 2024    | Marrákeš, Maroko                      | ATP 250    | antuka    | Harri Heliövaara | Alexander Erler Lucas Miedler   | 3–6, 6–4, [10–4]               |
| Finalista | 2. | duben 2024    | Bukurešť, Rumunsko                    | ATP 250    | antuka    | Harri Heliövaara | Sadio Doumbia Fabien Reboul     | 3–6, 5–7                       |
| Vítěz     | 2. | květen 2024   | Lyon, Francie                         | ATP 250    | antuka    | Harri Heliövaara | Juki Bhambri Albano Olivetti    | 3–6, 7–6(7–4), [10–8]          |
| Vítěz     | 3. | červenec 2024 | Wimbledon, Londýn, Spojené království | Grand Slam | tráva     | Harri Heliövaara | Max Purcell Jordan Thompson     | 6–7(7–9), 7–6(10–8), 7–6(11–9) |
| Finalista | 3. | říjen 2024    | Peking, Čína                          | ATP 500    | tvrdý     | Harri Heliövaara | Simone Bolelli Andrea Vavassori | 6–4, 3–6, [5–10]               |
| Vítěz     | 4. | říjen 2024    | Stockholm, Švédsko                    | ATP 250    | tvrdý (h) | Harri Heliövaara | Petr Nouza Patrik Rikl          | 7–5, 6–3                       |
| Vítěz     | 5. | leden 2025    | Australian Open, Melbourne, Austrálie | Grand Slam | tvrdý     | Harri Heliövaara | Simone Bolelli Andrea Vavassori | 6–7(16–18), 7–6(7–5), 6–3      |
| Finalista | 4. | březen 2025   | Dubaj, Spojené arabské emiráty        | ATP 500    | tvrdý     | Harri Heliövaara | Juki Bhambri Alexei Popyrin     | 6-3, 6-7(12-14), [8-10]        |

## Tituly na challengerech ATP a okruhu ITF
| Legenda                  |
| ------------------------ |
| D – dvouhra; Č – čtyřhra |
| Challengery (0 D; 13 Č)  |
| ITF (1 D; 8 Č)           |

### Dvouhra (1 titul)
| Č. | datum         | turnaj                      | okruh             | povrch | poražený finalista | výsledek      |
| -- | ------------- | --------------------------- | ----------------- | ------ | ------------------ | ------------- |
| 1. | listopad 2021 | Fayetteville, Spojené státy | World Tennis Tour | tvrdý  | Alfredo Perez      | 7–6(7–2), 6–3 |

### Čtyřhra (21 titulů)
| Č.  | datum         | turnaj                                | okruh      | povrch     | spoluhráč        | poražení finalisté                        | výsledek              |
| --- | ------------- | ------------------------------------- | ---------- | ---------- | ---------------- | ----------------------------------------- | --------------------- |
| 1.  | říjen 2021    | Ithaca, Spojené státy                 | World Tour | tvrdý      | Charles Broom    | Eduardo Nava Nathan Ponwith               | 7–6(8–6), 6–3         |
| 2.  | prosinec 2022 | Heráklion, Řecko                      | World Tour | tvrdý      | Charles Broom    | Sidane Pontjodikromo Kai Wehnelt          | 5–7, 6–2, [10–8]      |
| 3.  | únor 2022     | Santo Domingo, Dominikánská republika | World Tour | tvrdý      | Rinky Hijikata   | Sü Jü-siou Wu Tchung-lin                  | 2–6, 7–6(7–4), [10–3] |
| 4.  | březen 2022   | Santo Domingo, Dominikánská republika | World Tour | tvrdý      | Mark Whitehouse  | Colin Markes Keegan Smith                 | 6–4, 6–4              |
| 5.  | duben 2022    | Nottingham, Spojené království        | World Tour | tvrdý      | Julian Cash      | Anirudh Čandrasekar Vidžaj Sundar Prašant | 6–1, 6–4              |
| 6.  | květen 2022   | Nottingham, Spojené království        | World Tour | tvrdý      | Julian Cash      | Charles Broom Jan Choinski                | 7–6(7–5), 6–2         |
| 7.  | květen 2022   | Nottingham, Spojené království        | World Tour | tvrdý      | Julian Cash      | Omar Jasika Edan Lešem                    | 6–3, 5–7, [10–2]      |
| 8.  | červen 2022   | Surbiton, Spojené království          | Challenger | tráva      | Julian Cash      | Oleksandr Nedověsov Ajsám Kúreší          | 4–6, 6–3, [11–9]      |
| 9.  | červen 2022   | Ilkley, Spojené království            | Challenger | tráva      | Julian Cash      | Ramkumar Ramanathan John-Patrick Smith    | 7–5, 6–4              |
| 10. | červenec 2022 | Roehampton, Spojené království        | World Tour | tráva      | Julian Cash      | Luca Castelnuovo Skander Mansouri         | bez boje              |
| 11. | srpen 2022    | Granby, Kanada                        | Challenger | tvrdý      | Julian Cash      | Jonathan Eysseric Artem Sitak             | 6–3, 6–2              |
| 12. | září 2022     | Columbus, Spojené státy               | Challenger | tvrdý (h)  | Julian Cash      | Charles Broom Constantin Frantzen         | 6–2, 7–5              |
| 13. | říjen 2022    | Fairfield, Spojené státy              | Challenger | tvrdý      | Julian Cash      | Anirudh Čandrasekar Vidžaj Sundar Prašant | 6–3, 6–1              |
| 14. | říjen 2022    | Las Vegas, Spojené státy              | Challenger | tvrdý      | Julian Cash      | Constantin Frantzen Reese Stalder         | 6–4, 7–6(7–1)         |
| 15. | říjen 2022    | Charlottesville, Spojené státy        | Challenger | tvrdý (h)  | Julian Cash      | Alex Lawson Artem Sitak                   | 6–2, 6–4              |
| 16. | listopad 2022 | Drummondville, Kanada                 | Challenger | tvrdý (h)  | Julian Cash      | Arthur Fery Giles Hussey                  | 6–3, 6–3              |
| 17. | listopad 2022 | Andria, Itálie                        | Challenger | tvrdý (h)  | Julian Cash      | Francesco Forti Marcello Serafini         | 6–7(3–7), 6–4, [10–4] |
| 18. | prosinec 2022 | Maia, Portugalsko                     | Challenger | antuka (h) | Julian Cash      | Nuno Borges Francisco Cabral              | 6–3, 3–6, [10–8]      |
| 19. | duben 2023    | Sarasota, Spojené státy               | Challenger | antuka     | Julian Cash      | Guido Andreozzi Guillermo Durán           | 7–6(7–4), 6–4         |
| 20. | duben 2024    | Madrid, Španělsko                     | Challenger | antuka     | Harri Heliövaara | Guido Andreozzi Miguel Ángel Reyes-Varela | 7–5, 7–6(7–1)         |
| 21. | květen 2024   | Turín, Itálie                         | Challenger | antuka     | Harri Heliövaara | Andreas Mies Neal Skupski                 | 6–3, 6–3              |